# Sign (Mr.Children單曲)
《Sign》，是日本樂團Mr.Children的第26張單曲。2004年5月26日發行。

## 簡介
大受歡迎的《掌/Kurumi》半年之後發行的單曲，被用作同年以聽障為題材的TBS純愛電視劇《Orange Days》的主題曲，歌曲節奏明快，受到普遍的好評。
單曲總銷量達77.4萬張，僅次於平井堅的《輕閉雙眼》，是2004乃年度日本單曲銷量第2位，連同第5位的《掌/Kurumi》，Mr.Children有兩首單曲佔據年榜前五位。
獲得第46回日本唱片大賞，是Mr.Children時隔10年第二次獲得這個大賞。由於1994年Mr.Children以《innocent world》第一次獲獎時，因故缺席了頒獎典禮，所以這次Mr.Children婉拒了NHK紅白歌合戰的邀請，全部成員都出席了頒獎禮。

## 收錄曲目
1. Sign
作詞、作曲：櫻井和壽；編曲:小林武史 & Mr.Children
TBS系電視劇《Orange Days》主題曲
2. 妄想滿月（妄想満月）
作詞：櫻井和壽；作曲：櫻井和壽 & 寺岡呼人；編曲:小林武史 & Mr.Children
3. 這樣可怕的悶熱天（こんな風にひどく蒸し暑い日）
作詞、作曲：櫻井和壽；編曲：小林武史 & Mr.Children

## 外部連結
- YouTube上的Mr.Children 「Sign」 MUSIC VIDEO
- YouTube上的Mr.Children「Sign」 TOUR POPSAURUS 2012 Live